# 沐胶
沐膠（英語：Mukah）是馬來西亞砂拉越州沐胶省省會，為一海邊小市鎮。

## 历史
沐膠是一个历史悠久的贸易城与渔港，位于沐胶河的出海口。1861年，成为砂拉越州的一部分；当今成为马兰诺文化的中心。2000年的人口普查中，沐膠的人口达到43,284人，主要的人群为华人、伊班人、马来人等。